# Liste ostgotischer Könige
Liste der ostgotischen Könige

## Goten
Die ersten erwähnten Führer der Goten waren (teils nur legendär)
- Berig
- Gadarich (2. Jhd.)
- Filimer (2./3. Jhd.)
- Ostrogotha (um 250)
- Kniva (um 250)

## Greutungen
- Geberich (334–337)
- Vultulf
- Ermanarich (– 375)
- Vithimiris/Vinitharius (375–376)
- Hunimund
- Thorismund
- 40 Jahre Thronvakanz

### Nebenreich am Dnjester
- Widerich/Viterich

## Ostrogothi
Erst nach dem Zerfall des Hunnenreichs (nach dem Tod Attilas 453) kam es zu einer Loslösung der gotischen „Greutungen“ (die später mit anderen Gruppen zu den Ostgoten wurden) von der hunnischen Herrschaft. Erst ab diesem Zeitpunkt kann man von Ostgoten sprechen.
- vor 451–468/69 Valamir
- 468/69–474 Thiudimir
- 474–526 Theoderich der Große
- 526–534 Athalarich
- 526–535 Amalasuntha
- 534–536 Theodahad
- 536–540 Witichis
- 540–541 Hildebad
- 541 Erarich
- 541–552 Totila
- 552 Teja

Die meisten Herrscher stammten aus der Familie der Amaler, deren Genealogie der modernen Forschung, vor allem aufgrund unzuverlässiger Quellenaussagen, teils erhebliche Schwierigkeiten bereitet. Das Ostgotenreich in Italien, das Theoderich errichtet hatte, zerfiel sehr schnell, da er keine geeigneten Nachfolger hatte, vor allem aber aufgrund des militärischen Eingreifens Ostroms.